# Hansgörgl
Der Hansgörgl (auch: Hansgörgel, Hansgörgl, Hansgiergl und Hans Giergel) ist ein zweigipfeliger Berg der Fränkischen Alb zwischen Reichenschwand und Altensittenbach im Landkreis Nürnberger Land in Bayern. Der Berg teilt sich in den Großen (601 m) und den Kleinen Hansgörgl (553 m). Wegen ihrer Lage und ihrer Höhe sind die Gipfel weithin zu sehen.

## Geschichte
Auf dem Gipfelpunkt des Kleinen Hansgörgel befinden sich die Reste eines Burgstalls; Funde von Keramik und Mörtelresten verweisen diese Burg in das 13. Jahrhundert.
Der Verschönerungsverein Hersbruck errichtete 1877 auf dem Gipfel des Großen Hansgörgel einen Aussichtspavillon, der jedoch etwa 1935 abgebrochen wurde. Er wurde auch Rigi des Pegnitztales genannt.
Der Name des Berges soll von einem sagenhaften Raubritter und Wilderer stammen.

## Hansgörglschacht
Am Südhang befindet sich eine kleine Höhle, die Hansgörglschacht, Teufelsloch oder auch Räuberloch genannt wird. Im Höhlenkataster Fränkische Alb (HFA) ist die Höhle als D 1 registriert.
Bei der Höhle handelt es sich um eine Schachthöhle. Der Eingang befindet sich direkt an einem Baum.

## Bildergalerie

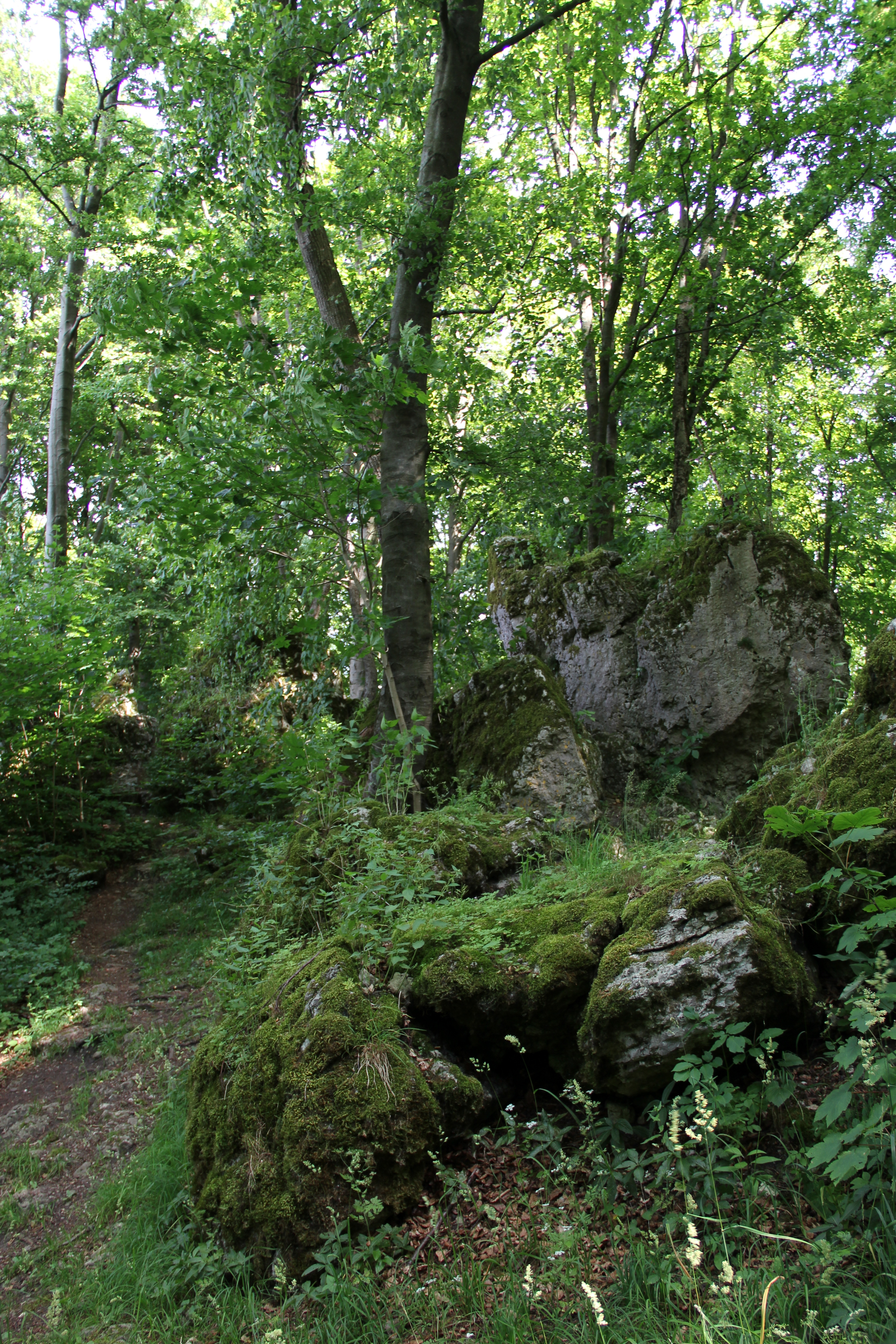
Der Gipfel
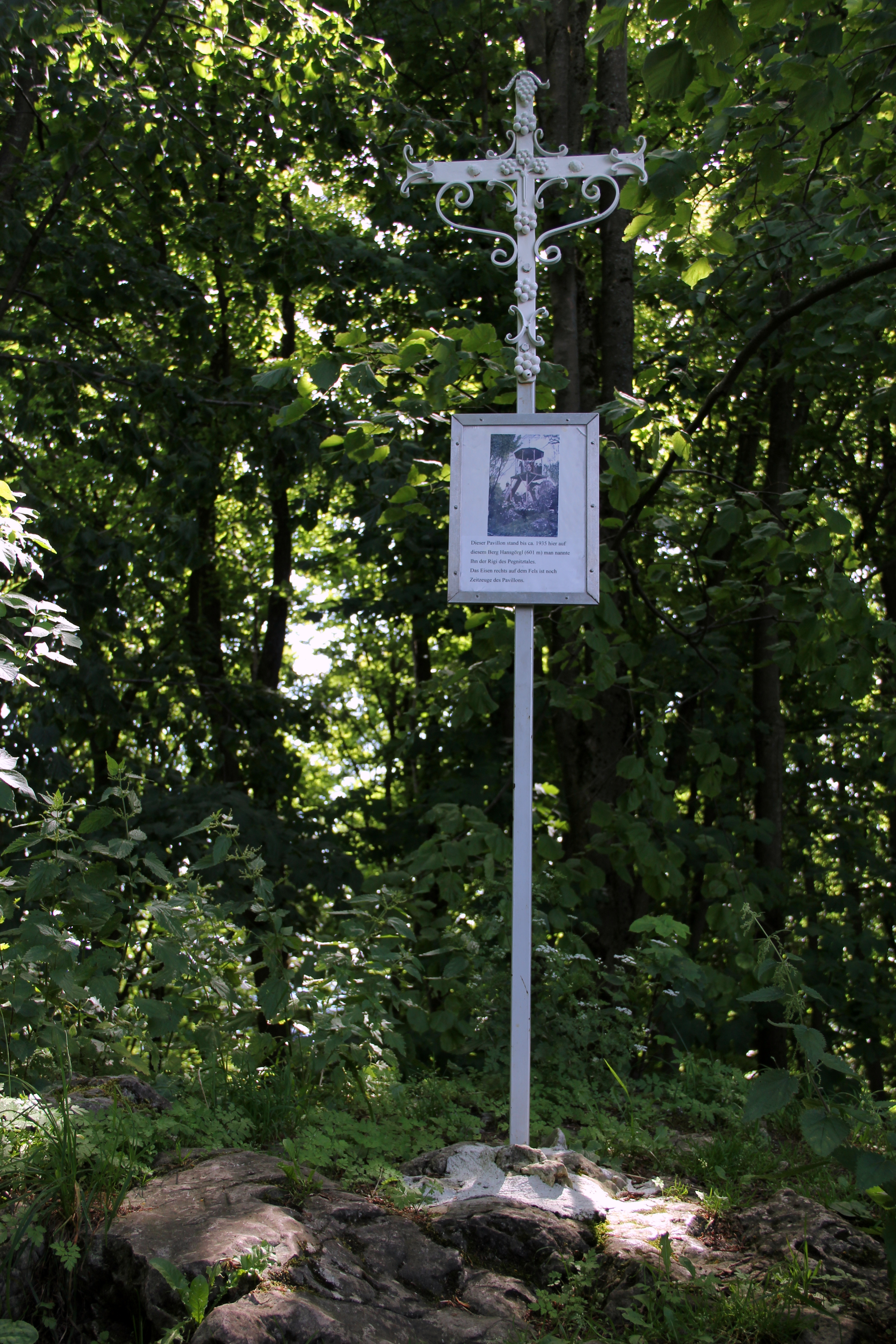
Gedenkkreuz am Gipfel
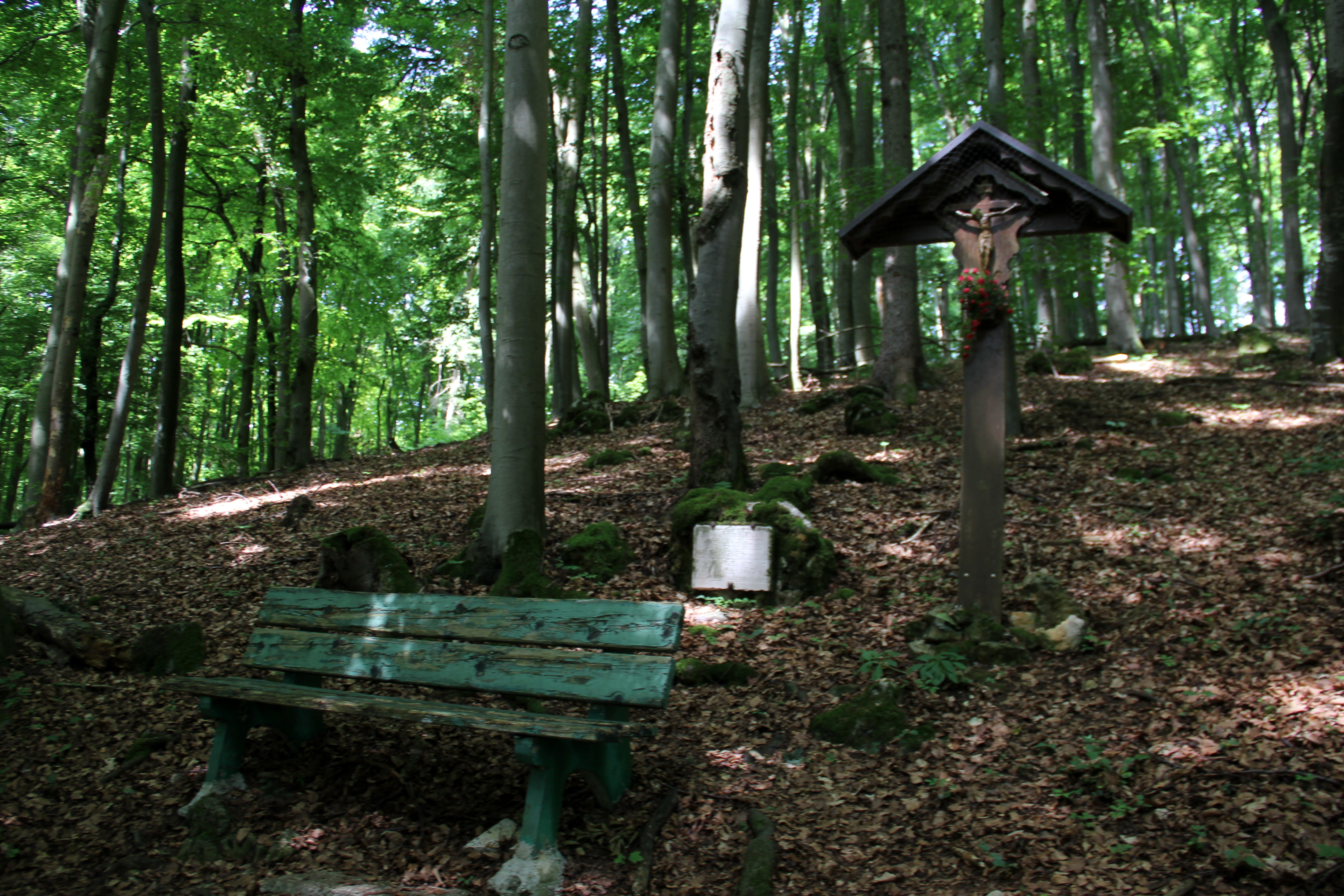
Kriegerdenkmal am Nordhang
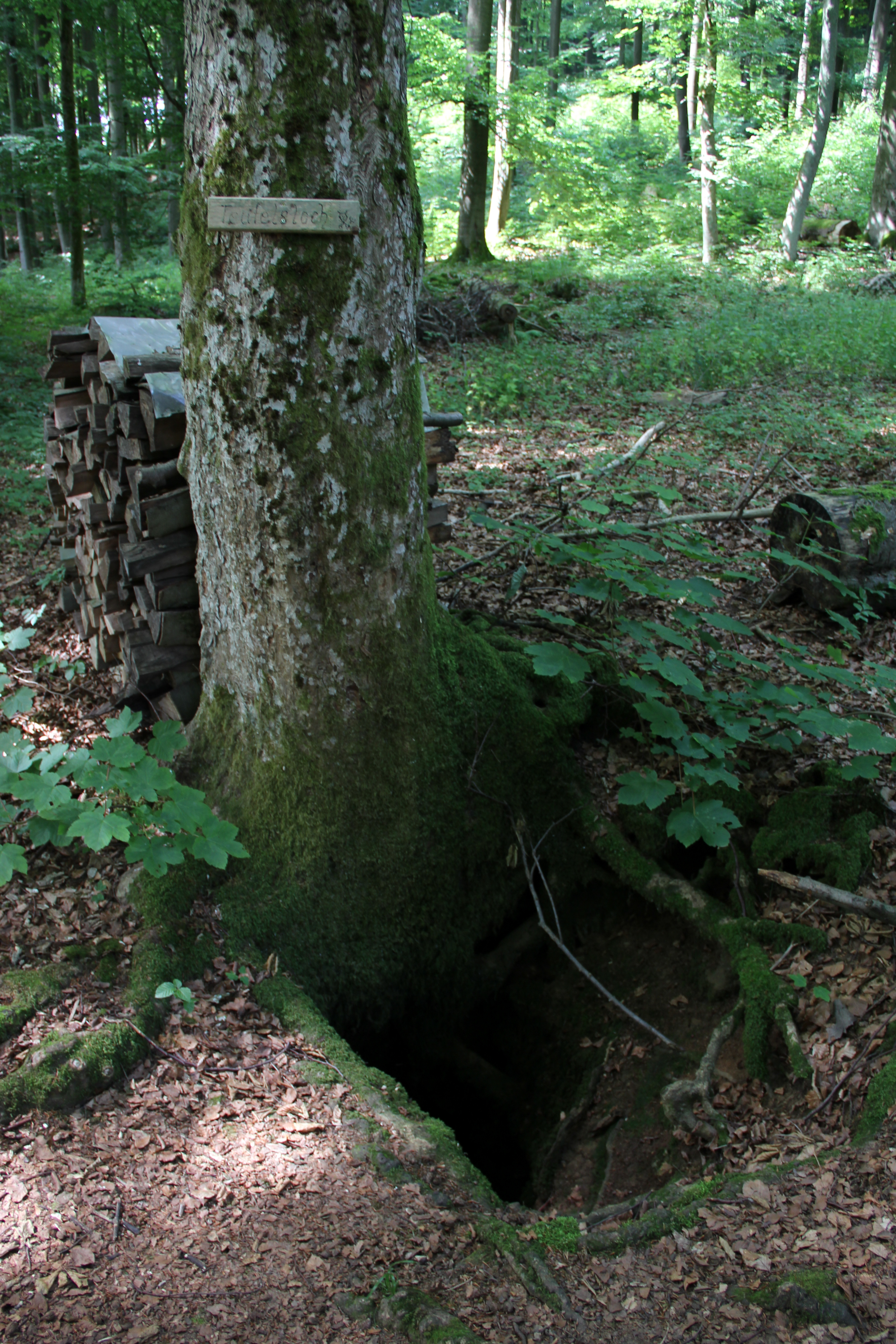
Höhle Räuberloch